# Isaac Woodard
Pour les articles homonymes, voir Woodard.
Isaac Woodard Jr. (né le 18 mars 1919 dans le comté de Fairfield et mort le 23 septembre 1992 dans le Bronx) est un militaire américain.
Le 12 février 1946, ce vétéran afro-américain de la Seconde Guerre mondiale est agressé quelques heures après avoir quitté l'armée alors qu'il est encore en uniforme par la police de Caroline du Sud alors qu'il rentre chez lui en bus. L'agression et l'importance de ses blessures — il en devient définitivement aveugle — provoquent l'indignation nationale et galvanise le mouvement des droits civiques aux États-Unis.
En raison de la réticence de la Caroline du Sud à poursuivre l'affaire, le président des États-Unis Harry S. Truman ordonne une enquête fédérale. Le shérif, Lynwood Shull, est alors inculpé puis jugé devant un tribunal fédéral de Caroline du Sud, où il est acquitté par un jury entièrement blanc, renforçant l'injustice du cas d'Isaac Woodard.
Woody Guthrie a consacré une chanson à Isaac Woodard : The Blinding of Isaac Woodard (en).